# Lotte Peeters
Lotte Peeters (Sint-Niklaas, 9 juli 1993) is een Belgisch Vlaams-nationalistisch politica voor de N-VA.

## Biografie
Peeters studeerde in 2015 af als master in de taal- en letterkunde aan de Universiteit Gent en volgde er daarna de specifieke lerarenopleiding. Beroepshalve werd ze lerares Nederlands en Duits aan het Sint-Lodewijkscollege in Lokeren.
Ze trad in de politieke voetsporen van haar grootvader Walter Peeters, volksvertegenwoordiger en senator voor de Volksunie. Voor de N-VA werd ze in oktober 2012 op 19-jarige leeftijd verkozen in de gemeenteraad van Hamme. In de zittingsperiode 2013-2018 zetelde Peeters op de oppositiebanken, waar ze zich toelegde op de dossiers rond jeugd, cultuur en milieu. Van januari 2019 tot december 2024 ze schepen van de gemeente, bevoegd voor cultuur, jeugd, informatica en milieu. Sinds december 2024 is ze burgemeester van de gemeente.
Bij de federale verkiezingen van juni 2024 stond Peeters op de vijfde plaats van de Oost-Vlaamse Kamerlijst van N-VA en werd ze met bijna 10.000 voorkeurstemmen verkozen in de Kamer van volksvertegenwoordigers. Ze werd er lid van de commissies Energie, Leefmilieu en Klimaat en Gezondheid en Gelijke Kansen.